# Lithobius jugoslavicus
Lithobius jugoslavicus är en mångfotingart som först beskrevs av Hoffer 1937.  Lithobius jugoslavicus ingår i släktet Lithobius och familjen stenkrypare.
Artens utbredningsområde är:
- Bosnien.
- Slovenien.

Inga underarter finns listade i Catalogue of Life.